# Dolichoderus bruneti
Dolichoderus bruneti es una especie extinta de hormiga del género Dolichoderus, subfamilia Dolichoderinae. Fue descrita científicamente por Théobald en 1937.
Habitó en Alemania. Fue encontrado en Kleinkems, en el estado de Baden-Wurtemberg.